# Jakub Matai
Jakub Matai (* 9. května 1993 Kadaň) je český hokejový útočník.

## Hráčská kariéra
Rodák z Kadaně začínal s hokejem v klubu SK Kadaň. Později přešel do týmu HC Litvínov, za které hrával ve starším dorostu a juniorů. V roce 2011 dostal pozvánku k mistrovství světa do 18 let. V turnaji odehrál pět zápasů, skóroval pouze jednou. Zahraniční angažmá si vyzkoušel v ročníku 2011/12, za slovenský juniorský tým Tatranski Vlci hrál v MHL. V sezoně poprvé nakoukl k seniorskému hokeji, debut odehrál za klub HC Lev Poprad. Po sezoně byl klub přestěhován do nově vzniklého HC Lev Praha. Nové angažmá si našel v HC Slovan Ústečtí Lvi. V klubu strávil jednu sezonu. Před novým ročníkem 2013/14 přišel na zkoušku do týmu HC Lev Praha. V týmu uspěl na zkoušce a Ústečtí Lvi uvolnili hráče na roční hostování. V průběh základní části hrával mezi Lvem Prahou a prvoligovým klubem HC Stadion Litoměřice, závěr playoff dostal šanci ve Lvu Praha, odehrál o dva zápasy víc než v základní části a s týmem postoupili až do závěrečné části, ve kterém neuspěli a skončili v soutěži KHL druzí. Po úspěšné sezoně ve Lvu Praha klub zkrachoval a musel si hledat nové angažmá. Po dvou extraligových nabídkách se dohodl na smlouvě s nováčkem soutěže HC Olomouc. S klubem se dohodl na jednoleté smlouvě. V průběhu sezony byl poslán na hostování do týmu HC Dukla Jihlava,. První zápas za Duklu odehrál proti Pirátum Chomutov, v zápase vstřelil jednu branku čímž vyrovnal výsledek na 3:3. Za Duklu odehrál celkem jedenáct zápasů. 4. května 2015 prodloužil smlouvu s klubem o následující rok. V přípravném utkání na novou sezonu 2015/16 sehrálo 28. července 2015 zápas mezi HC Olomouc a HC Kometa Brno, v zápase sehrál pouze osm minut, pak musel se zraněným kolenem opustit zápas a po třech dnech ho čekala operace. Kvůli zranění nestihl začátek sezony. Po uzdravení byl poslán na rozehráni do prvoligového klubu HC Zubr Přerov formou hostování do konce sezony. Premiéru v dresu Přerova odehrál 21. října 2015 proti týmu HC Most.

## Zajímavosti
V dětských letech byl jeho hokejový vzor Jiří Dopita, který mu v dorosteneckém věku podepsal dres. V roce 2014 se připojil k týmu HC Olomouc, majitel a asistent hlavního trenéra klubu byl právě Jiří Dopita.

## Klubová statistika
| Sezóna         | Klub                     | Soutěž         |    | Základní část | Základní část | Základní část | Základní část | Základní část |   | Play off | Play off | Play off | Play off | Play off |
| Sezóna         | Klub                     | Soutěž         | Z  | G             | A             | B             | TM            | Z             | G | A        | B        | TM       |          |          |
| 2007–08        | HC Litvínov 18           | ČHL-18         | 15 | 1             | 3             | 4             | 4             | —             | — | —        | —        | —        |          |          |
| 2008–09        | HC Litvínov 18           | ČHL-18         | 44 | 15            | 17            | 32            | 38            | —             | — | —        | —        | —        |          |          |
| 2009–10        | HC Litvínov 18           | ČHL-18         | 10 | 2             | 6             | 8             | 14            | —             | — | —        | —        | —        |          |          |
| 2009–10        | HC Litvínov 20           | ČHL-20         | 32 | 3             | 6             | 9             | 4             | 8             | 2 | 5        | 7        | 4        |          |          |
| 2010–11        | HC Litvínov 18           | ČHL-18         | 2  | 1             | 3             | 4             | 4             | 4             | 2 | 3        | 5        | 32       |          |          |
| 2010–11        | HC Litvínov 20           | ČHL-20         | 45 | 20            | 19            | 39            | 14            | 2             | 0 | 0        | 0        | 0        |          |          |
| 2011–12        | Tatranski Vlci           | MHL            | 34 | 7             | 9             | 16            | 20            | —             | — | —        | —        | —        |          |          |
| 2011–12        | HC Lev Poprad            | KHL            | 19 | 0             | 1             | 1             | 8             | —             | — | —        | —        | —        |          |          |
| 2012–13        | HC Slovan Ústečtí Lvi 20 | ČHL-20         | 9  | 5             | 4             | 9             | 16            | —             | — | —        | —        | —        |          |          |
| 2012–13        | HC Slovan Ústečtí Lvi    | 1.ČHL          | 38 | 3             | 12            | 15            | 14            | 7             | 0 | 1        | 1        | 0        |          |          |
| 2013–14        | HC Lev Praha             | KHL            | 19 | 1             | 2             | 3             | 6             | 21            | 2 | 1        | 3        | 4        |          |          |
| 2013–14        | HC Stadion Litoměřice    | 1.ČHL          | 18 | 3             | 4             | 7             | 22            | —             | — | —        | —        | —        |          |          |
| 2014–15        | HC Olomouc               | ČHL            | 37 | 5             | 6             | 11            | 22            | —             | — | —        | —        | —        |          |          |
| 2014–15        | HC Dukla Jihlava         | 1.ČHL          | 11 | 3             | 2             | 5             | 8             | —             | — | —        | —        | —        |          |          |
| 2015–16        | HC Olomouc               | ČHL            | 8  | 0             | 3             | 3             | 4             | —             | — | —        | —        | —        |          |          |
| 2015–16        | HC Zubr Přerov           | 1.ČHL          | 4  | 0             | 0             | 0             | 0             | —             | — | —        | —        | —        |          |          |
| 2016–17        | HC Olomouc               | ČHL            | 35 | 2             | 4             | 6             | 20            | —             | — | —        | —        | —        |          |          |
| 2017–18        | AZ Residomo Havířov      | 1.ČHL          | 39 | 7             | 12            | 19            | 28            | 5             | 0 | 1        | 1        | 0        |          |          |
| 2017–18        | HC Olomouc               | ČHL            | —  | —             | —             | —             | —             | 3             | 0 | 0        | 0        | 0        |          |          |
| 2018–19        | AZ Residomo Havířov      | 1.ČHL          | 55 | 3             | 12            | 15            | 22            | 6             | 0 | 0        | 0        | 8        |          |          |
| 2019–20        | AZ Residomo Havířov      | 1.ČHL          | 36 | 0             | 6             | 6             | 14            | —             | — | —        | —        | —        |          |          |
| 2020–21        | Nice Hockey Côte d'Azur  | LM             | 26 | 1             | 6             | 7             | 14            | —             | — | —        | —        | —        |          |          |
| 2021–22        | Nice Hockey Côte d'Azur  | LM             | 43 | 10            | 9             | 19            | 48            | —             | — | —        | —        | —        |          |          |
| 2022–23        | Piráti Chomutov          | 2.ČHL          | 38 | 15            | 20            | 35            | 18            | 10            | 1 | 9        | 10       | 8        |          |          |
| 2023–24        | CSA Steaua București     | LNdh           | 23 | 3             | 13            | 16            | 14            | 2             | 0 | 1        | 1        | 0        |          |          |
| 2024–25        | HC Tábor                 | 2.ČHL          |    |               |               |               |               |               |   |          |          |          |          |          |
| Celkem v 1.ČHL | Celkem v 1.ČHL           | Celkem v 1.ČHL | 67 | 9             | 18            | 27            | 44            | 7             | 1 | 0        | 1        | 0        |          |          |

## Reprezentace
| Rok            | Tým            | Soutěž         | Z | G | A | B | TM |
| -------------- | -------------- | -------------- | - | - | - | - | -- |
| 2011           | Česko 18       | MS-18          | 5 | 1 | 0 | 1 | 0  |
| Celkem v MS-18 | Celkem v MS-18 | Celkem v MS-18 | 5 | 1 | 0 | 1 | 0  |